# Пірей (станція метро)
37°56′53″ пн. ш. 23°38′37″ сх. д. / 37.94802° пн. ш. 23.643555° сх. д.
«Пірей» (грец. Πειραιάς) — станція Афіно-Пірейської залізниці Афінського метрополітену у місті Пірей, відкрита 28 лютого 1869 року. Розташована за 9 км на південний захід від центру міста Афіни.